# Gabinete Jakobsdóttir II
El segundo gabinete de Katrín Jakobsdóttir se formó el 28 de noviembre de 2021, tras las elecciones parlamentarias de 2021. El gabinete está dirigido por Katrín Jakobsdóttir del Movimiento de Izquierda-Verde, quien se desempeña como primera ministra de Islandia. 

## Apoyo parlamentario
| Cámara  | Candidato           | Fecha                                                    | Voto |    |    |   |   | PP |   |   |   | Total |
| ------- | ------------------- | -------------------------------------------------------- | ---- | -- | -- | - | - | -- | - | - | - | ----- |
| Alþingi | Katrín Jakobsdóttir | 28 de noviembre de 2021 Mayoría simple requerida (32/63) | Sí   | 16 | 13 | 8 |   |    |   |   |   | 37/63 |
| Alþingi | Katrín Jakobsdóttir | 28 de noviembre de 2021 Mayoría simple requerida (32/63) | No   |    |    |   | 6 | 6  | 6 | 5 | 3 | 26/63 |
| Alþingi | Katrín Jakobsdóttir | 28 de noviembre de 2021 Mayoría simple requerida (32/63) | Abs. |    |    |   |   |    |   |   |   | 0/63  |

## Gabinete Ministerial
Partido de la Independencia
     Partido Progresista
     Movimiento de Izquierda-Verde

### Primera ministra de Islandia
| Fotografía | Presidente          | Período                 | Período     | Partido | Partido | Ref   |
| Fotografía | Presidente          | Inicio                  | Fin         | Partido | Partido | Ref   |
| ---------- | ------------------- | ----------------------- | ----------- | ------- | ------- | ----- |
|            | Katrín Jakobsdóttir | 30 de noviembre de 2017 | En el cargo |         |         | [ 1 ] |

### Ministerios
| Ministerio                               | Fotografía           | Titular                       | Período                 | Período               | Partido | Partido | Ref    |
| Ministerio                               | Fotografía           | Titular                       | Inicio                  | Fin                   | Partido | Partido | Ref    |
| ---------------------------------------- | -------------------- | ----------------------------- | ----------------------- | --------------------- | ------- | ------- | ------ |
| Alimentación, Pesca y Agricultura        |                      | Svandís Svavarsdóttir         | 28 de noviembre de 2021 | En el cargo           |         |         | [ 2 ]  |
| Bienestar y Mercado Laboral              |                      | Guðmundur Ingi Guðbrandsson   | 28 de noviembre de 2021 | En el cargo           |         |         | [ 3 ]  |
| Cultura y Asuntos Empresariales          |                      | Lilja Dögg Alfreðsdóttir      | 28 de noviembre de 2021 | En el cargo           |         |         | [ 4 ]  |
| Educación y Infancia                     |                      | Ásmundur Einar Daðason        | 28 de noviembre de 2021 | En el cargo           |         |         | [ 5 ]  |
| Educación Superior, Ciencia e Innovación |                      | Áslaug Arna Sigurbjörnsdóttir | 28 de noviembre de 2021 | En el cargo           |         |         | [ 6 ]  |
| Finanzas y Asuntos Económicos            |                      | Bjarni Benediktsson           | 30 de noviembre de 2017 | 14 de octubre de 2023 |         |         | [ 7 ]  |
| Finanzas y Asuntos Económicos            |                      | Þórdís Kolbrún R. Gylfadóttir | 14 de octubre de 2023   | En el cargo           |         |         |        |
| Infraestructura                          |                      | Sigurður Ingi Jóhannsson      | 28 de noviembre de 2021 | En el cargo           |         |         | [ 8 ]  |
| Interior                                 |                      | Jón Gunnarsson                | 28 de noviembre de 2021 | 1 de febrero de 2022  |         |         | [ 9 ]  |
| Justicia                                 | 1 de febrero de 2022 | Jón Gunnarsson                | En el cargo             |                       |         |         | [ 9 ]  |
| Medio Ambiente, Energía y Clima          |                      | Guðlaugur Þór Þórðarson       | 28 de noviembre de 2021 | En el cargo           |         |         | [ 10 ] |
| Relaciones Exteriores                    |                      | Þórdís Kolbrún R. Gylfadóttir | 28 de noviembre de 2021 | 14 de octubre de 2023 |         |         | [ 11 ] |
| Relaciones Exteriores                    |                      | Bjarni Benediktsson           | 14 de octubre de 2023   | En el cargo           |         |         |        |
| Salud                                    |                      | Willum Þór Þórsson            | 28 de noviembre de 2021 | En el cargo           |         |         | [ 12 ] |